# Kiruvara, Srinivaspur
Kiruvara là một làng thuộc tehsil Srinivaspur, huyện Kolar, bang Karnataka, Ấn Độ.